# José Antonio Raón Gutiérrez

José Antonio Raón Gutiérrez, Gobernador General de las Islas Filipinas  durante el período comprendido entre los días 6 de julio de 1765 y julio de 1770.
Su familia paterna, los Raon, era una familia noble proveniente del Ducado de Lorena,  la cual tuvieron que abandonar tras la invasión de las tropas francesas de Enrique III a mediados del siglo XVII.
Tras su llegada a España se pusieron al servicio de la monarquía española. José Antonio Raón Gutiérrez, hijo de José y nieto de Santiago Raón, cursó carrera militar, ostentando los cargos de Brigadier de los Reales Ejércitos, Coronel del Regimiento de Infantería de León y Mariscal de campo. En 1761 era Gobernador de Panamá, desde donde pasó a Filipinas con el mismo cargo.
Su nieto, Salvador Sebastián Raón, seguiría los mismos pasos convirtiéndose en un militar español destacado durante la guerra de la independencia: mariscal de campo y comandante general del Ejército de Andalucía.

## Mandato
En 1767 los moros piratean hasta en interior de la bahía de Manila.
Pese a ser nombrado en 1765 no llega a las islas hasta el año de 1768 embarcado en la fragata de guerra Buen Consejo recorriendo la ruta del cabo de Buena Esperanza , coincidiendo con el viaja inaugural de esta vía de comunicación.
En 1768 los jesuitas son expulsados de Filipinas por orden de Carlos III de España, una decisión que causa repulsa y sentimiento en aquellos pueblos administrados por estos religiosos.
En 1769 se dispone la expulsión de los chinos de Filipinas, pero la disposición solo se cumple en parte. El 14 de noviembre de 1686, la Corona española ya había anunciado la expulsión de los chinos infieles, conocidos entonces como sangleyes, pero se tardaron más de 60 años en hacer efectiva la orden. Pese a que desde 1755 la presencia china había disminuido, los sangleyes mantuvieron una parte fundamental del comercio. En el barrio chino de Binondo (distrito de Binondo), en Manila, pueden visitarse hoy las huellas de aquel experimento de convivencia.